# Бевис, Сарая
Сара́я-Джейд Бе́вис (англ. Saraya-Jade Bevis, род. 17 августа 1992[…], Норидж[…]) — британская женщина-рестлер. В настоящее время выступает в All Elite Wrestling (AEW) мононимно под именем Сара́я (англ. Saraya), где является чемпионкой мира AEW среди женщин.
Наиболее известна по своей карьере в WWE под именем Пейдж (англ. Paige). Она является двукратной (и самой молодой) чемпионкой WWE среди див. Она была первой в истории чемпионкой NXT среди женщин, удерживая чемпионство в течение 301 дня.
В 2005 году, в возрасте 13 лет, Бевис дебютировала под именем Британи Найт в принадлежащем её семье промоушене World Association of Wrestling. После поиска талантов в Англии, WWE подписала контракт с Бевис в 2011 году. В 2015 и 2016 годах Пейдж ушла на перерыв из-за травмы, в октябре 2016 года ей была сделана операция на шее. В декабре 2017 года она получила травму шеи во время матча, что лишило её возможности участвовать в дальнейших матчах. Пейдж официально ушла из рестлинга в 2018 году из-за травмы в возрасте 25 лет. После завершения карьеры она продолжала работать в WWE, участвуя в программах, связанных с компанией, и выполняя функции менеджера, пока в июле 2022 года не истек срок её контракта с WWE. В сентябре 2022 года она подписала контракт с AEW и дебютировала за компанию на шоу Grand Slam.
Пейдж заняла первое место в списке 50 женщин Pro Wrestling Illustrated и была названа «Дивой года» по версии Rolling Stone в 2014 году. В 2012 году канал Channel 4 снял документальный фильм о Пейдж и её семье «Рестлеры: Борьба с моей семьёй», который был адаптирован в художественный фильм 2019 года «Борьба с моей семьёй».

## Карьера в рестлинге

### Ранние годы (2005—2010)
Бевис дебютировала в реслинге в 2005 году. Она стала выступать в World Association of Wrestling под именем Сарая. Также, участвовала в проекте WAW World Association Of Women’s Wrestling, где дошла до финала турнира чемпионки Британии. Во время выступлений в этих промоушенах Сарая завоевала титулы командных чемпионок WAWW вместе с Мелоди и титул хардкор-чемпионки WAWW.
В 2010 году вместе со своей матерью — Свит Сараей начинает выступления в европейском промоушене Pro Wrestling EVE.

### Shimmer Women Athletes (2011)
Бевис дебютировала 26 марта 2011 года на записях 37 шоу Shimmer Women Athletes под именем Британи Найт. В своём дебютном поединке, она в команде со своей матерью Сараей Найт сразились с Никки Рокс и Ариэль, которые ответили на открытый вызов Найтов. Сарая и Британи выиграли по дисквалификации после того как судья заметил у их соперниц кастет. На следующем шоу Найты сразились за пояса командных чемпионов Shimmer против Хироё Мацумото и Мисаки Охаты, но проиграли. После серии поражений Британи, Сарая Найт ударила свою дочь и та атаковала её. Свой последний матч в Shimmer Британи Найт провела на 44 шоу против своей матери, в котором она смогла победить.

### World Wrestling Entertainment

#### Florida Championship Wrestling / WWE NXT (2011—2014)
В сентябре 2011 года Сарая подписала контракт с WWE и была отправлена в тренировочный центр — Florida Championship Wrestling. Её дебют под новым именем Пэйдж состоялся в выпуске телешоу FCW от 26 февраля. Там Пэйдж начала выступать в команде «Anti-Diva Army» с Софией Кортес. Они противостояли дивам с модельной внешностью, без хороших навыков реслера. Начав фьюд с Одри Мари и Ракель Диаз, Анти-Дива терпела поражения, выиграв всего 2 раза.
17 мая 2012 года Пэйдж дебютирует на обновлённом WWE NXT и проигрывает своей бывшей напарнице Софии Кортес. Пэйдж принимает участие в тёмных матчах на записях SmackDown!, где в команде с Лейлой побеждает Аксану и Наталью. С начала января у неё начинается фьюд с Саммер Рэй, который растягивается на весь 2013 год со счётом 3-1 в пользу Пэйдж. На записях 20 июня 2013 года Пэйдж становится первой Женской чемпионкой NXT, выиграв турнир, где она встречалась с Таминой, Алисией Фокс и Эммой соответственно в четвертьфинале, полуфинале и финале.

#### Чемпионка Див WWE (2014—2015)
На RAW от 7 апреля Пэйдж совершила свой дебют, где приняла вызов Эй Джей Ли, которая поставила на кон свой титул Чемпионкой WWE среди Див. Пэйдж победила и таким образом, спустя всего 5 минут после своего дебюта на основном шоу WWE, стала новой Чемпионкой WWE среди Див. На RAW от 28 апреля Пэйдж провела первую успешную защиту своего титула против Бри Беллы. На PPV Extreme Rules (2014) Пэйдж победила Тамину Снуку и сохранила свой титул. На RAW от 19 мая Пэйдж потерпела первое поражение в основном ростере WWE. Она проиграла Алисии Фокс в поединке без титула на кону. На PPV Payback (2014) Пэйдж одержала победу над Алисией и сохранила свой титул. В июне Пэйдж начала враждовать с Кэмерон. В двух поединках успех праздновала Пэйдж. Однако её партнёр по команде Наоми сумела победить Пэйдж в поединке без титула на кону. На PPV Money in the Bank (2014) Пэйдж победила Наоми и вновь сохранила за собой титул Чемпионки WWE среди Див. На RAW от 30 июня Пэйдж произнесла речь, в которой она говорила, что заслужила место в основном ростере WWE. Но неожиданно для всех её прервала Эй Джей Ли, которая вернулась после небольшой паузы. Она захотела провести матч-реванш, на что Пэйдж дала своё согласие. В итоге победу в этом поединке одержала Эй Джей Ли и вернула себе титул Чемпионки WWE среди Див. На Raw от 7 июля был командный матч: Пэйдж и Эй Джей против Наоми и Кэмерон, где первые одержали победу. На PPV Battleground (2014) Эй Джей смогла победить Пэйдж в матче за титул Чемпионки Див. На Raw от 21 июля Пэйдж напала на Эй Джей и, тем самым, совершила хилл-тёрн. На Raw от 28 июля Эй Джей в ответ атаковала Пэйдж. На SmackDown! от 1 августа после того, как Эй Джей победила Розу Мендес, выбежала Пэйдж и столкнула Эй Джей на стальную рампу. На PPV Summerslam (2014) Пэйдж победила Эй Джей и стала 2-кратной Чемпионкой Див. На Raw от 1 сентября Стефани Макмэн объявила Никки Беллу новой претенденткой на титул, но была прервана Эй Джей Ли, которая напомнила Стефани о её возможном реванше. На SmackDown! от 5 сентября Стефани Макмэн объявила, что на PPV Night of Champions состоится матч «Тройная угроза» между Пэйдж, Эй Джей и Никки Беллой за титул Чемпионки Див. На Night of Champions Пэйдж проиграла титул Эй Джей, в матче тройной угрозы с участием Никки Беллы. На Raw от 29 сентября Пэйдж и Алисия Фокс напали на Эй Джей Ли после того, как Фокс победила Эй Джей. На Raw от 6 октября Пэйдж и Фокс победили Эй Джей Ли и Эмму. На Raw от 13 октября Эй Джей и Лейла победили Пэйдж и Фокс. На SmackDown! от 17 октября Эй Джей Ли победила Лейлу, после чего Пэйдж атаковала Эй Джей. На Hell in a Cell (2014) Эй Джей вновь смогла победить Пэйдж. На PPV Survivor Series (2014) команда Пэйдж (Пэйдж, Кэмерон, Лейла и Саммер Рэй) проиграла команде Фокс (Алисия Фокс, Эмма, Наоми и Наталья).
5 января на Raw Пэйдж помогла Наталье победить Никки Беллу. На следующий день на шоу Main Event Наталья помогла Пэйдж победить Никки Беллу. 12 января на Raw Бри Белла победила Пэйдж из-за того, что последняя отвлеклась на Тайсона Кидда. 15 января на SmackDown! Наталья победила Никки Беллу по болевому. На PPV Королевская битва (2015) Близняшки Беллы победили Пэйдж и Наталью. 29 января на SmackDown! было объявлено, что чемпионка Див Никки Белла будет защищать свой титул против Пэйдж на шоу Fast Lane. На Fast Lane Белла успешно защитила свой титул от Пэйдж. Ha Рестлмании 31 участвовала в командном поединке с Эй Джей Ли против Близняшек Белла, в котором победу одержали Пэйдж и Эй Джей Ли. На RAW от 13 апреля Пэйдж победила в Battle Royal и стала претенденткой № 1 на титул Чемпионки Див WWE. После боя на Пэйдж напала Наоми, травмировав претендентку, из-за чего та не смогла принять участие в матче против Никки Беллы на Extreme Rules. Пэйдж возвращается на Raw от 18 мая, где помогает Никки Белле отбиться от Наоми и Тамины Снуки, однако после сама атакует чемпионку див. На PPV Elimination Chamber, назначается матч по правилам «Тройная Угроза» между Наоми, Пэйдж и чемпионкой Никки Беллой. Уже на PPV, Никки Белла защищает свой титул. На Raw от 1 июня, Пэйдж вновь бьётся с Никки Беллой за титул, но проигрывает. На Money in the Bank, Никки Белла вновь защищает титул от Пэйдж.

#### Революция див (2015—2018)
На RAW от 13 июля 2015 года, Стефани Макмэн прервала промо Близняшек Белл, и заявила что дивизион див ждёт «революция», после чего представила дебютанток из NXT Шарлотту, Бекки Линч и Сашу Бенкс; Шарлотта и Бекки Линч объединились с Пэйдж в команду «PCB» (Page Charlotte Becky), а Саша Бэнкс вошла в группировку «B.A.D.» с Таминой и Наоми. На SummerSlam (2015) Команда PCB победила Близняшек Белл и Команду B.A.D.
Упустила шанс встретится с Никки Беллой за титул див в Beat The Clock Challenge, который выиграла Шарлотта. Партнёрша Пэйдж Шарлотта на Night Of Champions (2015) победила Никки Беллу в титульном матче. На RAW после Night Of Champions совершила хил тёрн и унизила весь дивизион див.
10 июня 2022 года Пейдж объявила на своей странице в Твиттере об уходе из WWE с 7 июля после 11 лет в компании.

## Личная жизнь
Бевис живёт в Лос-Анджелесе. В числе своих любимых рестлеров она называет Булл Накано, Аландру Блейз, Эджа, Литу, Рикиши, Брета Харта и Стива Остина. Она страдает сколиозом, но не знала о своем заболевании до подписания контракта с WWE, когда тренер заметил, что её спина выглядит «неправильно». Во время работы в NXT Бевис попала в автомобильную аварию и была вынуждена сделать операцию. У Бевис есть несколько татуировок, одна из которых посвящена её младшему брату, который умер, когда ей было 13 лет.
На реалити-шоу WWE Total Divas Бевис призналась, что ранее «была с другой женщиной». В начале 2016 года она была помолвлена с гитаристом группы A Day to Remember Кевином Скаффом, однако позднее они расстались. В октябре 2016 года Бевис обручилась с коллегой-рестлером Альберто Дель Рио. Их отношения закончились в конце 2017 года. С конца 2018 года она состоит в отношениях с солистом группы Falling in Reverse Ронни Радке. После 6 лет отношений пара распалась.
В марте 2017 года в интернет просочились частные фотографии в обнаженном виде и секс-видео с участием Бевис. Она ответила, что «смотрит в будущее и счастлива» и надеется, что её «ошибка может помочь будущему людей». Позже она рассказала, что страдает от «анорексии, вызванной стрессом» и подумывает о самоубийстве из-за этого случая.

## Другие появления
В 2009 году, Сарая и её мать сыграли эпизодическую роль в фильме «Мэлис в Стране чудес». В июле 2012 года про семью Бевис был снят документальный фильм 20 октября было объявлено, что Пэйдж станет новой участницей шоу «Total Divas» и появится в 3 сезоне, который выйдет в январе 2015 года. В настоящее время снимается документальный фильм о самой Сарае Джейд Бевис. Однако, играют там совершенно иные личности. По планам фильм должен выйти в начале 2018 года (фильм вышел) . В начале 2017 года вышел мультфильм «Лови волну 2» в котором Пэйдж озвучила персонажа по имени Пэйдж.

## Приёмы

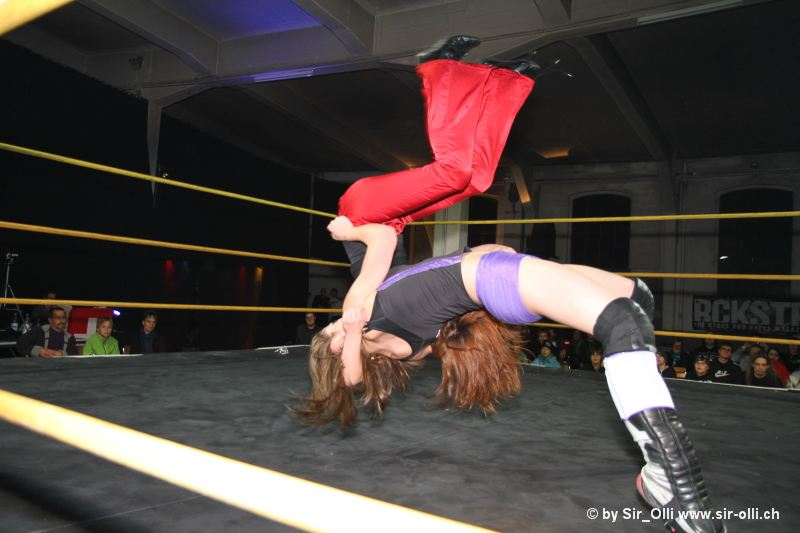
Британи Найт проводит суплекс Эми Купер

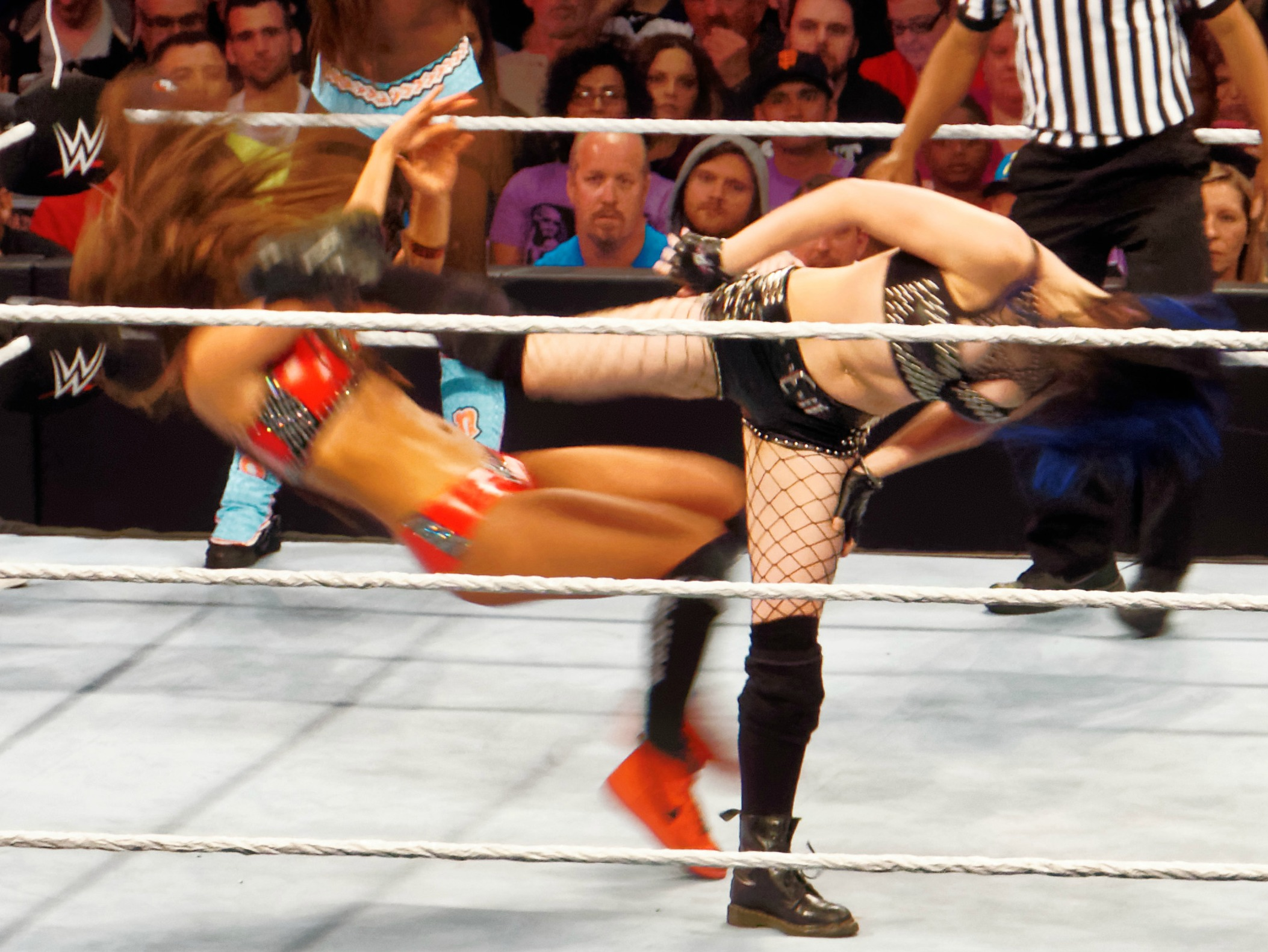
Пэйдж проводит Side Kick

- Завершающие приёмы
  - Как Пэйдж
    - Cradle DDT[41][42]
    - Paige Turner[43] (Swinging leg hook fireman’s carry slam)[44][45]
    - Ram-Paige (Cloverleaf while kneeling on the opponent’s back or neck)[6][46][47]
    - Scorpion Cross Lock / P.T.O. (Paige’s Tap-Out) (Inverted sharpshooter with double chickenwing)[48][49]

  - Как Британи Найт
    - Knight Light (Fisherman buster)[5][9]
- Коронные приёмы
  - Как Пэйдж
    - Bridging fisherman suplex[21][50][51][52]
    - Hair-pull toss[50][51][52][53]
    - Headbutt[54][55][56]
    - Multiple knee lifts to an opponent leaning through the ropes[21][48][51][57][58]
    - Multiple stomps to the chest of an opponent seated in the corner[21][48][50][51][52]
    - Side kick[48][57][58][59][60]

  - Как Британи Найт
    - Knight Rider[5] (Leg trap sunset flip powerbomb)[5][9]
    - Stan Lane[5] (Side kick)[5][9]
    - Tarantula[5] (Rope hung Boston crab)[5][9]

## Титулы и достижения
- All Elite Wrestling
  - Чемпионка мира AEW среди женщин (1 раз)

- German Stampede Wrestling
  - GSW Ladies Championship (1 раз)[61]
- Herts & Essex Wrestling

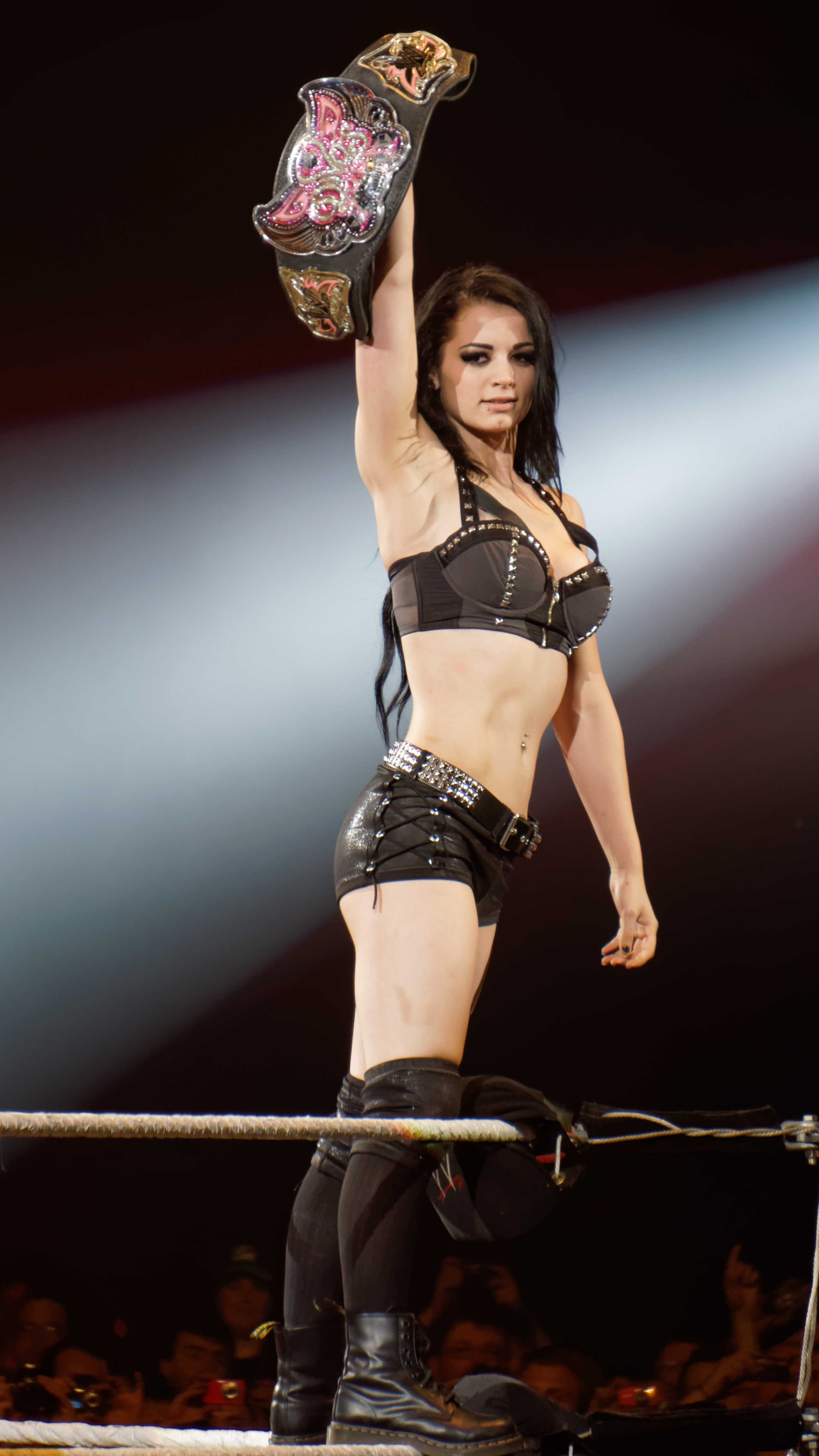
Пэйдж с титулом чемпиона WWE среди див

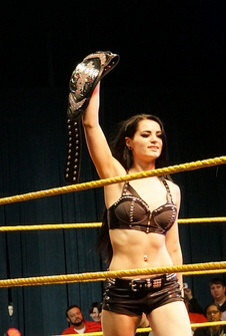
Пэйдж с титулом чемпиона NXT среди женщин

  - HEW Women’s Championship (2 раза)[62][63]
- Premier Wrestling Federation
  - PWF Ladies Tag Team Championship (1 раз) — со Свит Сараей
- Pro-Wrestling: EVE
  - Pro-Wrestling: EVE Championship (1 раз)[64]
- Pro Wrestling Illustrated
  - PWI ставит её под №1 в списке 50 лучших женщин-реслеров в 2014 году
- Real Quality Wrestling
  - RQW Women’s Championship (1 раз)[65]
- Swiss Championship Wrestling
  - SCW Ladies Championship (1 раз)[66]
- World Association of Women’s Wrestling
  - WAWW British Tag Team Championship (1 раз) — с Мелоди[67]
  - WAWW Ladies Hardcore Championship (1 раз)
- WWE
  - Чемпионка Див (2 раза)[68]
  - Чемпион NXT среди женщин (1 раз)[20]
  - NXT Women’s Championship Tournament (2013)